# 阿道夫三世 (拿騷-威斯巴登-伊德施泰因)
阿道夫三世（德語：Adolf III. von Nassau-Wiesbaden-Idstein，1443年11月10日—1511年7月6日），拿騷-威斯巴登-伊德施泰因伯爵，1480年至1511年在位。

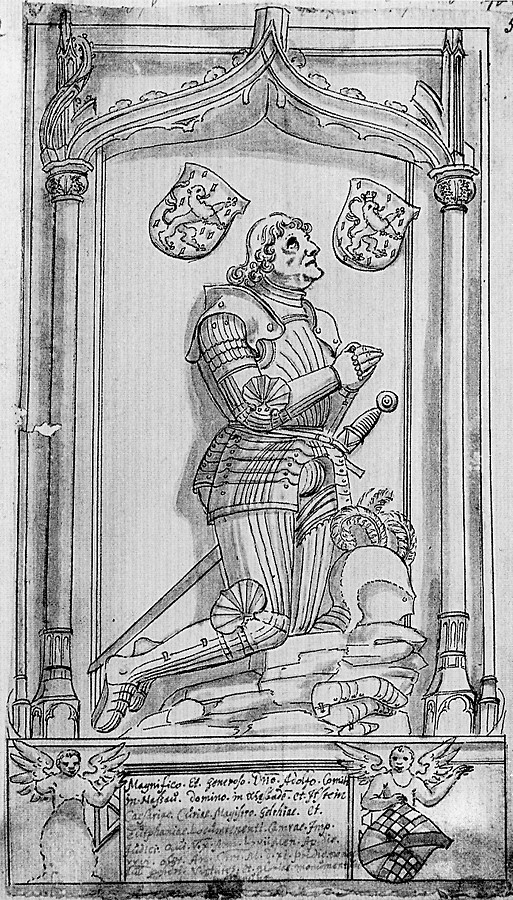
阿道夫三世

## 家庭
1484年，阿道夫與哈瑙-里希坦伯格伯爵腓力一世的女兒瑪格麗特結婚，兩人共有1子2女：
1. 瑪格麗特（1487年—1548年）
2. 安娜（1488年—1550年）
3. 腓力一世（1490年—1558年）